# 21520 Dianaeheart
21520 Dianaeheart este un asteroid din centura principală de asteroizi.

## Descriere
21520 Dianaeheart este un asteroid din centura principală de asteroizi. A fost descoperit pe 23 mai 1998 la Socorro, New Mexico, în cadrul proiectului LINEAR. Asteroidul prezintă o orbită caracterizată de o semiaxă mare de 2,97 ua, o excentricitate de 0,05 și o înclinație de 9,2° în raport cu ecliptica.